# Lobos de la BUAP
A Club de Fútbol Lobos de la Benemérita Universidad Autónoma de Puebla (nevének jelentése: A Pueblai Érdemes Autonóm Egyetem Farkasai, röviden: Lobos de la BUAP) a mexikói Puebla de Zaragoza egyik labdarúgócsapata, mely 2019 nyaráig az első osztályú bajnokságban szerepelt.

## Története
Pueblában már 1939-ben alakult egy labdarúgó diákcsapat, a Preparatoria, de a mai Lobos elődjének tekinthető klub az 1960-as évek végén alakult meg, szereplését a harmadosztályú bajnokságban kezdve meg, azonban hamarosan meg is szűnt és csak 27 év múlva, 1996-ban alakult újjá. A Lobos (farkasok) nevet Melchor de Covarrubias címerállata után kapták, akinek nagylelkű adományából a 16. században felépülhetett a mai egyetem elődje, a Colegio Carolino.
A 20. század végi években a bajnokságban nem értek el jó eredményeket, azonban 1999-ben a Truenos de Cuautitlán megvásárlásával mégis feljutottak a másodosztályba. 2001-ben Oaxacába költöztek, így a csapat ismét megszűnt, de 2002-ben az egyetem megint vásárolt magának egy csapatot.
2017-ben megnyerték a másodosztályú Apertura bajnokságot, majd a nagydöntőben a Dorados de Sinaloa elleni győzelmükkel történetük során először feljutottak az első osztályba, ahonnan azonban egy év elteltével (legalábbis „papíron”) kiestek. Mivel azonban a másodosztályból feljutó Cafetaleros de Tapachula nem teljesítette az első osztályban való szereplés feltételeit, a szabályok értelmében a Lobosnak lehetősége volt 120 millió pesót befizetnie az FEMEXFUT-nak, és így megvásárolnia a bentmaradás jogát. A befizetett pénzt a Cafetaleros kapta meg.
Egy évvel később fordított volt a helyzet: a pályán elért eredményeik alapján sikerült volna bent maradniuk az első osztályban, de mégsem folytatták szereplésüket, mivel a csapatot eladták a Chihuahua államban működő FC Juáreznek, amely addig másodosztályú volt, de ezzel ők is első osztályúvá váltak.

## Bajnoki eredményei
A csapat első osztályú szereplése során az alábbi eredményeket érte el:
| Év            | Alapszakasz helyezés | Eredmény a liguillában |
| ------------- | -------------------- | ---------------------- |
| 2017 Apertura | 10. hely             |                        |
| 2018 Clausura | 18. hely             |                        |
| 2018 Apertura | 13. hely             |                        |
| 2019 Clausura | 12. hely             |                        |